# Szymon Kazimierz Szydłowski
Szymon (Symeon) Kazimierz Szydłowski herbu Lubicz (ur. 12 lutego 1725 w Drożdżynie, zm. 20 kwietnia 1800) – kasztelan żarnowski w latach 1772–1793, kasztelan słoński w latach 1767–1772, szambelan Stanisława Augusta Poniatowskiego w 1764 roku, chorąży zakroczymski w 1764 roku, konsyliarz Rady Nieustającej w 1775 roku, szambelan królewski w 1764 roku, zwierzchnik komandorii Świętego Jana Nepomucena kawalerów maltańskich od 1776 roku.

## Życiorys
Był elektorem Stanisława Augusta Poniatowskiego w 1764 roku z ziemi zakroczymskiej.
Członek konfederacji 1773 roku. Jako członek delegacji na Sejmie Rozbiorowym 1773–1775 był przedstawicielem opozycji. Na tym sejmie otrzymał prawem emfiteutycznym starostwo bolesławskie na lat 50. 18 września 1773 roku podpisał traktaty cesji przez Rzeczpospolitą Obojga Narodów ziem zagarniętych przez Rosję, Prusy i Austrię w I rozbiorze Polski. Członek konfederacji Andrzeja Mokronowskiego w 1776 roku. Członek Departamentu Skarbowego Rady Nieustającej w 1777 roku.
Konsyliarz Departamentu Policji Rady Nieustającej w 1788 roku. Był członkiem konfederacji Sejmu Czteroletniego. Był stronnikiem króla Stanisława Augusta Poniatowskiego, podpisał Konstytucję 3 maja. Sędzia sejmowy z Senatu z Prowincji Małopolskiej w 1791 roku. Figurował na liście posłów i senatorów posła rosyjskiego Jakowa Bułhakowa w 1792 roku, która zawierała zestawienie osób, na które Rosjanie mogą liczyć przy rekonfederacji i obaleniu dzieła 3 maja. Był członkiem targowickiej jurysdykcji marszałkowskiej. Członek konfederacji grodzieńskiej w 1793 roku. Poseł na sejm grodzieński 1793 roku z województwa płockiego. Radca Wydziału Skarbowego Rady Zastępczej Tymczasowej w czasie powstania kościuszkowskiego.
W 1776 odznaczony Orderem Orła Białego, w 1772 roku został kawalerem Orderu Świętego Stanisława. Pochowany w katakumbach (rząd 156, miejsce 7) na Powązkach w Warszawie